# Тонковидово (Псковская область)
Тонковидово — деревня в Бережанской волости Островского района Псковской области.
Расположена на правом берегу реки Кухва (левый приток Великой), в 13 км к западу от центра города Остров и в 7 км к западу от деревни Рубилово.
Численность населения деревни по состоянию на 2000 год составляла 6 человек.
До 2005 года деревня входила в состав ныне упразднённой Калининской волости с центром в д. Рубилово.